# Tenacious D
Tenacious D (читается как «Тине́йшес Ди», можно перевести как «Стойкий Хэ») — американская сатирическая рок-группа из Лос-Анджелеса (штат Калифорния). В её состав входят актёры и музыканты Джек Блэк (вокал, ритм-гитара) и Кайл Гэсс (бэк-вокал, соло-гитара). Основана в 1994 году, когда еще группа выступала в качестве акустического дуэта. Впервые популярность пришла к ним в 1999 году, когда Tenacious D, снимаясь в одноименном телесериале, начали оказывать поддержку крупным рок-концертам.
Музыка Tenacious D демонстрирует яркую сценическую вокальную подачу Блэка и музыкальные способности Гэсса. Критики назвали это вульгарной абсурдистской смесью комедии и рока, «mock-rock» (досл. насмешливый, пародийный рок). В текстах их песен выставляется напоказ их музыкальная и сексуальная доблесть, а также крепкая дружба и курение конопли. Критики сравнивают подобное исполнение с музыкальными историями, характерными для рок-оперы.

## История
Блэк и Гэсс впервые встретились в 1989 году на фестивале искусств в Эдинбурге. Тогда им было 20 и 29 лет соответственно. Оба были участниками театральной труппы The Actors' Gang из Лос-Анджелеса, которая показывала пьесу «Резня» Тима Роббинса и Адама Симона. Вначале между ними была вражда, так как Гэсс видел в лице Блэка (который был основным актером труппы) своего соперника. В конце концов они разобрались со своими разногласиями и решили создать свою группу. Гэсс согласился научить Блэка игре на гитаре, а Блэк, в свою очередь, стал помогать Гэссу с актерским мастерством.
В начале карьеры музыканты на живых выступлениях исполняли кавер-версии песен Бобби МакФеррина. Вплоть до 1994 года у группы не было названия, и на одном из концертов они дали возможность публике выбрать коллективу понравившееся имя. В списке были такие названия как «Pets or Meat» (Питомцы или мясо), «Balboa’s Biblical Theatre» (Библейский театр Бальбоа) и «The Axe Lords Featuring Gorgazon’s Mischief» (Владыки топора и горгазонский озорник). «Tenacious D» (Прочная Ди) — выражение, которое употреблял спортивный комментатор Марв Альберт для описания мощной позиционной игры в обороне при игре в баскетбол — и, хотя это название не набрало большинства голосов, «мы его протолкнули» — признался Блэк. В числе зрителей был Дэвид Кросс, который позднее пригласил Tenacious D принять участие в комедийном скетч-шоу Mr. Show.

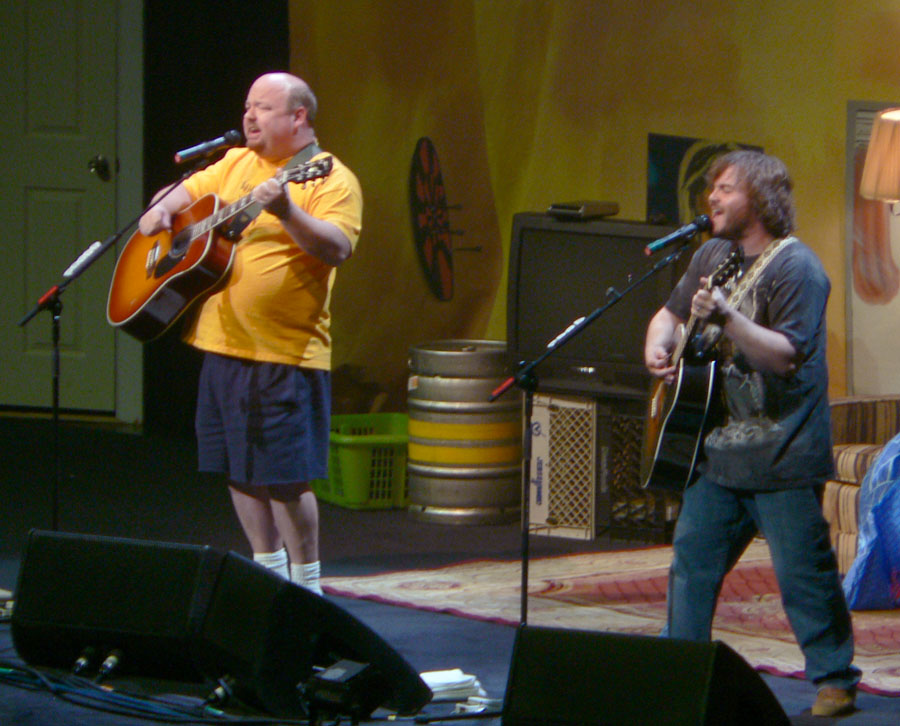
Tenacious D во время турне 2006—2007 гг.

В 2001 году они выпустили свой дебютный альбом «Tenacious D». Их первый сингл «Tribute» стал самым большим достижением группы, в первый и последний раз подняв их до первых 10 строчек во многих чартах. В 2006 году они снялись и записали саундтрек к фильму «Tenacious D: Медиатор судьбы». В поддержку фильма группа отправилась в мировое турне.
В начале 2015 года Блэк подтвердил, что после европейского турне Tenacious D «Unplugged and Unprotected» группа будет работать над своим четвертым альбомом, хотя дата выхода не была объявлена. До этого подтверждения, Гасс и Блэк дразнили дату выпуска 2015 года в прошлом году в интервью. Кроме того, было объявлено, что группа выступит на Бостонском фестивале Calling Music в мае, Amnesia Rockfest в июне и Riot Fest в Чикаго в сентябре.
В декабре 2015 года Black and Gass выставил на аукцион реквизит и костюмы в поддержку фонда Sweet Stuff в ответ на атаки Парижа в ноябре 2015 года, когда был атакован концерт Eagles of Death Metal. «Tenacious D’2014 Festival Supreme» признал «Eagles of Death Metal» как акт на главной сцене. На реквизитах, выставленных на аукцион, представлены костюмы, которые носили на MTV «Полный запрос в прямом эфире» в 2003 году, тур JR Reed «The Metal from the Pick of Destiny», костюмы из видеоклипа Low Hangin 'Fruit music и многое другое.
В 2015 году Tenacious D стали обладателями премии «Грэмми» в номинации «Best Metal Performance».
В начале лета 2016 года европейский тур проходил по Германии, Дании и Швеции.
Помимо выступления в своем европейском турне группа подтвердила участие в двух международных фестивалях. Первый из них — The Rosklide Festival в Дании, который проводился 30 июня 2016 года. В дополнение к этому фестивалю, артисты объявили, что играли на фестивале Bravalla в Норрчепинге, Швеция, только спустя несколько дней после этого, 1 июля 2016 года.
5 февраля 2016 года Блэк был гостем на завтраке BBC Radio 2 Криса Эванса. Отвечая на вопрос о статусе группы, Блэк подтвердил, что они работают над новым альбомом. Заявив, что они «очень медленные», Блэк предположил, что он, вероятно, будет завершен в 2018 году. Блэк также отметил, что до сих пор у них было всего несколько названий песен.

## Дискография
- Tenacious D (2001)
- The Pick of Destiny (2006)
- Rize of the Fenix (2012)
- Post-Apocalypto (2018)